# NGC 2325
NGC 2325 ist eine elliptische Galaxie vom Hubble-Typ E4 im Sternbild Großer Hund am Südsternhimmel. Sie ist schätzungsweise 88 Millionen Lichtjahre von der Milchstraße entfernt.
Das Objekt wurde am 1. Februar 1837 vom britischen Astronomen John Herschel entdeckt.